# Stadum
Stadum (dansk/tysk) eller Ståårem (nordfrisisk) er en landsby og kommune beliggende få kilometer syd for Tønder på den sydslesvigske midtslette (gest). Administrativt hører kommunen under Nordfrislands kreds i den tyske delstat Slesvig-Holsten. Kommunen omfatter også bebyggelserne Bjerg (Berg), Fresenhavn (Fresenhagen), Hedvigsro (Hedwigsruhe), Holtager (Holzacker) og Nørre Jørl - og samarbejder på administrativt plan med andre kommuner i omegnen i Sydtønder kommunefællesskab (Amt Südtondern). Holtager var inden indlemmelsen i 1974 en selvstændig kommune. I kirkelig henseende hører Stadum under Læk Sogn, Holtager under Enge Sogn. Begge lå i Kær Herred (Tønder Amt), da Slesvig var dansk indtil 1864.
Stadum er første gang nævnt 1470 (Flensborg Amts Regnskaber). Den jyske udtale er Stajm. Stednavnet henføres til gada. stath. Holtager er første gang nævnt 1486. Stednavnet er sammensat af holt og -ager. Stednavnet henføres altså til beliggenheden i eller ved et holt, som bruges i det sønderjyske i betydning skov, men i oldnordisk navnlig om en skovbevokset høj, senere om en stenig og bar bakke.
I kommunen er der flere mindre skovpartier; øst for Stadum by ligger skovområdet Langbjerg Skov.